# Cherry Creek, New York
Cherry Creek är en ort i Chautauqua County i delstaten New York, USA.